# Ubyszów
Ubyszów est une localité polonaise de la gmina de Bliżyn, située dans le powiat de Skarżysko en voïvodie de Sainte-Croix.